# Exodus (Stargate SG-1)
Exodus (Éxodo) es el vigésimo segundo episodio de la cuarta temporada de la serie de televisión de ciencia ficción Stargate SG-1, y el octogésimo octavo capítulo de toda la serie. Corresponde a la parte 1 de 3 episodios, siendo seguida por Enemies y Threshold.

## Trama
Todo comienza cuando una nave Ha'tak Goa'uld llega al planeta Vorash, la actual base principal de la Tok'ra. Para sorpresa de Tanith (el espía Goa'uld), el SG-1 desciende de la nave. Durante una reunión, estando O'Neill y Teal'c y presentes, el consejo Tok'ra revela a Tanith que saben que es un traidor. Es entonces encarcelado, y más adelante visitado por Teal'c, quien le informa de su sentencia, además de hablar sobre Shan'auc.
En la Ha'tak, los de la Tok'ra se preparan para trasladar la base a otro mundo mientras Jacob/Selmak habla con O'Neill sobre la nave y los Goa'uld. En su celda, Tanith finge un desmayo y logra escapar hacia la superficie, donde utiliza un dispositivo de comunicación Goa'uld para entrar en contacto con Apophis. Mientras Teal'c ayuda a los de la Tok'ra a encontrar a Tanith, Jacob y Carter informan a O'Neill y a Daniel de que Apophis está reuniendo su flota para atacar Vorash, pero que tienen un plan para eliminarla, conectar el Portal Estelar a P3W-451, el planeta del agujero negro, y lanzarlo hacia el sol del sistema. Así, la puerta aspiraría suficiente masa de la estrella para convertirla en una supernova, lo que llevaría a que el sol explote. Jack conviene con el plan.
Después de evacuar a todos los de la Tok'ra, el SG-1 y Jacob parten rumbo al sol, donde activan el portal y lo lanzan. Sin embargo, al intentar irse, la nave es atacada por un Al'kesh, un bombardero Goa'uld que logra dañar la Ha'tak de modo que no pueden entrar al hiperespacio. No obstante, el Al'kesh también es inmovilizado. Jack y Teal'c entonces suben a un planeador Goa'uld para destruir el Al'kesh, pero antes de que puedan dispararle éste vuela de regreso al planeta. Teal'c deduce que va a buscar a Tanith, por lo que decide seguirle a pesar de la preocupación de O'Neill. En la nave, Carter y Jacob comienzan a reparar los sistemas. En el planeta, Teal'c y O'Neill alcanzan al Al'kesh y logran destruirlo, para conmoción de Tanith, quien lo esperaba allí, pero la explosión resultante desestabiliza al planeador. Jack sólo alcanza a enviar un breve mensaje de ayuda a la Ha'tak, antes de estrellarse.
Jack y Teal'c salen ilesos del planeador y se dirigen a la base de la Tok'ra. En ese momento, aparece la flota de Apophis y dos Jaffa son enviados a recoger a Tanith, quien les ordena conseguir algo más para Apophis antes de irse. En la Ha'tak entre tanto, logran reparar los sistemas y ocultan la nave atrás del sol para evitar ser detectados. En el planeta, Tanith logra capturar a Teal'c y lo lleva a la nave de Apophis. O'Neill mientras se queda allí. En la nave insignia de Apophis, Tanith presenta a Teal'c como compensación a Apophis ante la huida de la Tok'ra.
Para rescatar a Jack, Jacob programa a los planeadores para que salgan del sistema. Apophis los persigue, pero pronto se da cuenta de que son una distracción. Jack es rescatado y el equipo salta al hiperespacio mientras el sol estalla destruyendo a la flota de  Apophis. Durante el viaje, la onda de la explosión del sol alcanza a la Ha'tak enviándola a 4 millones de años-luz de distancia, en otra galaxia. Jacob afirma que a máxima hiperpropulsión tardarían 125 años en regresar a su galaxia. En ese momento, la nave insignia de Apophis aparece, quedando el SG-1 lejos de casa y a merced de un enemigo superior.

## Recepción
Este episodio fue nominado a un Emmy en la categoría "Mejores efectos visuales especiales en una serie".

## Artistas invitados
- Carmen Argenziano como Jacob Carter/Selmak.
- Peter Wingfield como Tanith.
- Peter Williams como Apophis.
- Mark McCall como primer guardia.
- Renton Reid como Jaffa rojo.
- Paul Norman como Guardia rojo de Apophis.
- Kirsten Williamson como Tok'ra #1.
- Anastasia Bandey como Tokra #2.